# Ind i Vildmarken
Ind i Vilmarken er en bog af den amerikanske forfatter Jon Krakauer. Bogen, som blev udgivet første gang i 1996, er dokumentarisk og fortæller den unge mand Christopher McCandless historie. Krakauer skrev oprindeligt en artikel om McCandless i friluftlivsmagasinet Outside, som blev publiceret i januar 1993. Grundet responsen på artiklen skrev Krakauer bogen.
Efter Christopher McCandless tog sin eksamen ved Emory University, stoppede hans kommunikation med familien. Han forærede sine penge til Oxfam og rejste rundt i Amerika som blaffer. McCandless tur endte i Alaska, hvor han levede i omtrent 112 dage, før han til sidst døde af sult. I bogen møder vi en række af de mennesker, McCandless mødte på sin rejse, for eksempel Wayne Westerberg eller Ron Franz. Sidstnævnte var en ældre herre, McCandless stiftede et varmt venskab med. Krakauer fortæller også om sine oplevelser i vildmarken.
Bogens titel er hentet fra et postkort, McCandless skrev til Wayne Westerberg, før han drog ud i Alaskas vildmark:
| Citat | Greetings from Fairbanks! This is the last you shall hear from me Wayne. Arrived here 2 days ago. It was very difficult to catch rides in the Yukon Territory. But I finally got here. Please return all mail I reveice to the sender. It might be a very long time before I return South. If this adventure proves fatal and you don't ever hear from me again I want you to know you're a great man. I now walk into the wild. Alex. | Citat |
|       | |       |

I 2007 udkom filmen Into the Wild, baseret på Krakauers bog. Filmen er instrueret af Sean Penn, og den har Emile Hirsh i hovedrollen som McCandless og Thure Lindhardt og Signe Egholm Olsen i rollerne som nogle danske back-packere, McCandless mødte.
63°52′06″N 149°46′09″V / 63.868397222222°N 149.76930277778°V